# Parnassia gansuensis
Parnassia gansuensis är en benvedsväxtart som beskrevs av Tsue Chih Ku. Parnassia gansuensis ingår i släktet Parnassia och familjen Celastraceae. Inga underarter finns listade.